# Neoathyreus castaneus
Neoathyreus castaneus är en skalbaggsart som beskrevs av Guérin-Méneville 1830. Neoathyreus castaneus ingår i släktet Neoathyreus och familjen Bolboceratidae. Inga underarter finns listade i Catalogue of Life.